# Sybrinus flavescens
Sybrinus flavescens là một loài bọ cánh cứng trong họ Cerambycidae.